# 石井美紀
石井 美紀（いしい みき、1969年7月18日 - ）は、日本の女子プロレスラー。元自衛隊員。
身長156cm、体重50kg、血液型A型。千葉県船橋市出身。
2007年2月9日付で、実娘のきのこと共に我闘姑娘からアイスリボンに移籍後、2008年2月をもって引退した。

## 所属
- 我闘姑娘（2003年 - 2007年）
- アイスリボン（2007年 - 2008年）

## 経歴・戦歴
2004年
- 4月2日、東京・お台場メディアージュにおいて、零対市井舞戦でレフェリーとしてデビュー。

2005年
- 8月28日、東京・板橋グリーンホールにおいて、対高橋李佳、あいか組戦でデビュー。デビュー戦のパートナーはきのこ。

2006年
- 9月24日、東京・新木場1stRINGにおいて、聖菜と対戦。フェイスロックで勝利。同大会、さくらえみ、希月あおいと組んで、零、高橋李佳、春日萌花組と対戦。希月のクロスアーム式原爆固めで零が敗れる。

2007年
- 3月18日、東京・板橋グリーンホールにおいて、日向あずみ（JWP）と対戦。原爆固めで敗れる。

2008年
- 2月24日、Future Star北沢タウンホール大会、パートナーに我闘姑娘時代の同期である市井舞を迎えての、対さくらえみ・希月あおい戦で勝利。春日萌花・高橋李佳等、引退選手を含めた我闘姑娘時代のメンバーに見送られ、卒業した。

引退後
- 非常勤スタッフとして引き続きアイスリボンの運営に携わり、主に北沢や板橋など、道場（レッスル武闘館）マッチ以外では売店業務の他、セコンドに付く事もある。
- 2009年9月21日板橋大会では、全試合終了後のバトルロイヤルに乱入。現役時代と変わらない動きを披露した。
- 2012年11月4日、我闘雲舞板橋大会で、さくらえみの要請に応じてスタッフとして参加。

## 得意技
- ミサイルキック
- ダイビング・セントーン

## タイトル歴
DDTプロレスリング
- 第234代アイアンマンヘビーメタル級王座

我闘姑娘
- 第1回ドロップキックコンテスト優勝